# Sindrome da schiacciamento
La sindrome da schiacciamento (detta anche rabdomiolisi post-traumatica o sindrome di Bywaters) è una grave condizione clinica con danno da riperfusione, caratterizzata da shock ipovolemico e insufficienza renale acuta.
È causata da una forte compressione prolungata (oltre 30 minuti) su uno o più arti, con lesione da schiacciamento a carico dei muscoli scheletrici, seguita da successiva liberazione dei muscoli compressi. 
Si possono verificare casi di sindrome da schiacciamento durante eventi catastrofici come terremoti, bombardamenti, valanghe, incidenti sul lavoro, esplosioni in miniera, demolizioni, crolli, e via dicendo, dove le vittime rimangono intrappolate sotto le macerie.

## Eponimia
La sindrome fu rilevata dai medici italiani Rocco Caminiti e Antonino D'Antona che seguirono i pazienti vittime del terremoto di Reggio Calabria e Messina del Dicembre 1908. In seguito fu descritta dal medico inglese Eric Bywaters in diversi pazienti durante il Blitz di Londra nel 1941.

## Fisiopatologia
L'aspetto più critico della sindrome da schiacciamento è il danno da riperfusione che avviene al momento in cui le parti compresse vengono liberate. A quel punto vengono rilasciati nel flusso sanguigno prodotti risultanti dalla rabdomiolisi, ossia della distruzione delle cellule muscolari danneggiate sia in modo diretto dalla compressione, sia dall'ischemia a valle dello schiacciamento. Contemporaneamente, si ha un travaso di grandi volumi di liquidi (fino a otto litri per le gambe) in ognuno degli arti compressi; questo causa una drastica diminuzione del volume di sangue in circolo.
Durante la compressione, la miolisi diretta provoca la liberazione di potassio, enzimi proteolitici, mioglobina, mentre l'ischemia tissutale induce la formazione di acido lattico per blocco del ciclo di Krebs, l'aumento della produzione di glucosio, l'alterazione della permeabilità cellulare con conseguente edema cellulare, e la liberazione di istamina, serotonina e chinine che portano ad un edema interstiziale (i liquidi escono dai capillari e invadono il tessuto circostante).
Tutti questi fattori (miolisi diretta, ischemia, travaso di sangue) hanno come effetti ultimi un edema che, rimanendo bloccato all'interno delle fasce muscolari, aggrava a sua volta la compressione e l'ischemia, ed una diminuzione del sangue in circolo (ipovolemia) con grave rischio di shock.
Le conseguenze specifiche sui reni non sono del tutto chiare, ma sono probabilmente dovute all'azione combinata dei metaboliti nefrotossici della mioglobina, alla precipitazione a livello renale dei pigmenti emoglobinici e alla deplezione del volume di sangue circolante con conseguente ischemia corticale e necrosi acuta dei tubuli renali.
Il quadro clinico varia a seconda che prevalgano le lesioni dirette oppure le lesioni ischemiche. 
La liberazione di sostanze tossiche dalle lesioni dirette porta ad un aggravamento rapido delle condizioni cliniche, se non vengono esclusi gli arti danneggiati. Se prevalgono le lesioni ischemiche il quadro dipende dai tempi di compressione e dall'estensione dei territori interessati.

## Terapia
Si distinguono un trattamento generale e uno locale. Il trattamento generale ha come scopo principale il controllo dell'iperkaliemia (eccesso di potassio nel sangue) e la prevenzione dell'insufficienza renale. Il pericolo più importante è la liberazione di potassio e l'acidosi. Una volta che la mioglobina è scomparsa dal sangue e che il potassio si è normalizzato, la terapia può essere interrotta.
L'amputazione va presa in considerazione in casi con compressione prolungata oltre le 9 ore ove siano presenti lesioni locali importanti, e al di sotto delle 9 ore qualora si verifichino persistenza dello shock o aggravamento dell'insufficienza renale con elevazione del livello di potassio e azoto nel sangue.
Nella pratica clinica è stato osservato che l'utilizzo dell'ossigenoterapia iperbarica (con ossigeno puro al 100% a una pressione di 2 atm per due volte al die) incrementa la tensione di ossigeno oltre i 100 mmHg al centro della lesione e oltre i 600 mmHg nei tessuti circostanti , stimolando così la produzione del fattore VEGF , fattore partecipante alla neoformazione di vasi nella zona lesa.